# 郭錦洪
郭錦洪（1937年—2011年11月21日），生於香港，已退役香港足球運動員，司職左後衛，綽號「蝦仔」，前中華民國國家隊成員，於1958年代表中華民國奪得亞運會足球金牌，其兄郭有及郭石亦曾代表中華民國國家隊，兒子郭嘉諾現為澳門足球代表隊主教練，郭錦洪在2011年12月19日病逝享年75歲。

## 球員生涯
郭錦洪生於香港，自小居於澳門並常踢小型球，後成為澳門聯義體育會小型球球隊隊員，於1956年首次為南華在甲組聯賽上陣。
1958年東京亞運會時，郭錦洪代表中華民國以3–2擊敗南韓奪得冠軍。
1960年羅馬奧運時，中華隊在小組賽中三戰全敗出局。
1967年加盟星島再轉投元朗。1969年重返南華至1975年退役。

## 退役生涯
1972年，郭錦洪在新法書院任教體育，至1974年後來轉職網球教練，1981年曾任南華臨時教練，1982年改任南華顧問，直到1982年5月5日轉職老師。兒子郭嘉諾現為澳門足球代表隊主教練。郭錦洪在2011年12月19日病逝享年75歲於寶福紀念堂設靈採基督教儀式。